# Теория шести рукопожатий

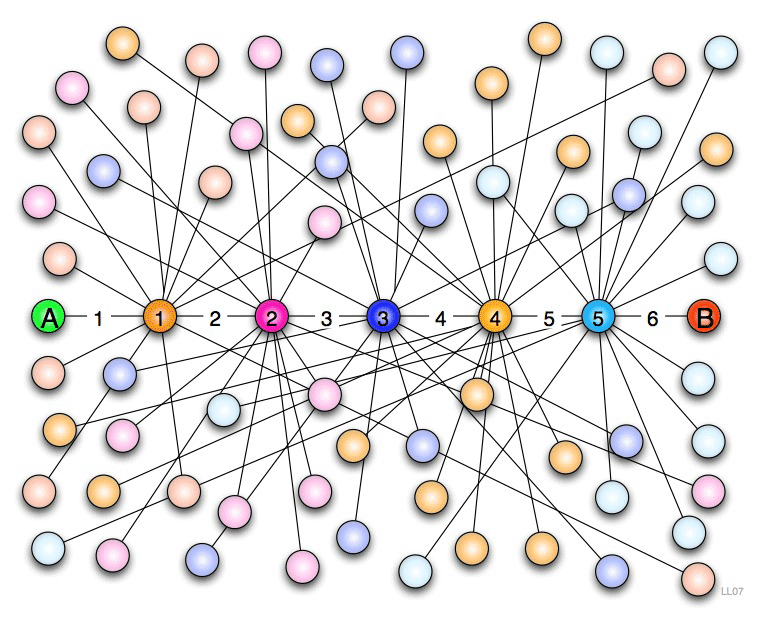
Теория шести рукопожатий в виде графа. Знакомство между двумя людьми изображено ребром графа, вершины графа — люди

Тео́рия шести́ рукопожа́тий — социологическая теория, согласно которой любые два человека на Земле разделены не более чем пятью уровнями общих знакомых (и, соответственно, шестью уровнями связей). Формальная математическая формулировка теории — диаметр графа знакомств не превышает 6.

## История возникновения
Теория была выдвинута в 1969 году американскими социальными психологами Стэнли Милгрэмом и Джеффри Трэверсом (англ. Jeffrey Travers). Предложенная ими гипотеза заключалась в том, что каждый человек опосредованно знаком с любым другим жителем планеты через цепочку общих знакомых, в среднем состоящую из пяти человек.
Милгрэм опирался на данные эксперимента в двух американских городах. Жителям одного города было роздано 300 конвертов, которые надо было передать определённому человеку, живущему в другом городе. Конверты можно было передавать только через своих знакомых и родственников. До бостонского адресата дошло 60 конвертов. Произведя подсчеты, Милгрэм определил, что в среднем каждый конверт прошёл через пять человек.

## История экспериментальных проверок
Эксперимент Милгрэма был повторён учеными кафедры социологии Колумбийского университета при помощи электронной почты. Тысячам добровольцев они предложили «достучаться» до 20 засекреченных людей, о которых сообщали имя, фамилию, род занятий, место жительства, образование. Первой успешной попыткой стало определение почтового адреса одного из таких «засекреченных» в Сибири. Доброволец из Австралии нашёл адрес сибирской «цели» при помощи четырёх сообщений.
Анализ экспертами Microsoft данных, полученных за месяц общения 242 720 596 пользователей, занял два года. Объём исследуемых данных составил около 4,5 ТБ. На этой информационной базе было установлено, что каждый из 240 миллионов пользователей сервиса мог бы «дойти» до другого в среднем за 6,6 «шага».
Миланский университет и социальная сеть Facebook также провели совместное исследование теории шести рукопожатий, взяв за основу данные социального графа Facebook. Было установлено, что двух любых пользователей Facebook отделяет в среднем 4,74 уровня связи. Для США количество звеньев составило 4,37.
На основе теории «тесного мира» возникло и множество популярных в США игр, например, учёные играют в «Число Эрдёша».

## Использование теории в искусстве
Возможно, правило «шести рукопожатий» появилось в 1929 году в рассказе венгерского фантаста Фридьеша Каринти «Звенья цепи». Герой его рассказа предлагал экспериментально доказать, «что жители Земли ныне гораздо ближе друг к другу, чем когда-либо прежде». Нужно было выбрать любого человека из 1,5 миллиардов (на тот момент) жителей Земли, и он, используя не более пяти человек, каждый из которых — личный знакомый другого, должен связаться с любым другим человеком на Земле.
В массовой культуре термин «шесть степеней разделения» (six degrees of separation) популяризовал Джон Гуэйр в своей пьесе «Шесть степеней разделения» 1990 года (экранизированной в 1993). Также теория была проиллюстрирована в фильмах «Реальная любовь» (2003), «Ёлки» (2010), сериале «Друзья» (3 сезон, 16 серия), сериале «Шестеро» (Six Degrees).